# OSTN
OSTN (англ. Osteocrin) – білок, який кодується однойменним геном, розташованим у людей на 3-й хромосомі. Довжина поліпептидного ланцюга білка становить 133 амінокислот, а молекулярна маса — 14 722.
| 10         |  | 20         |  | 30         |  | 40         |  | 50         |
| ---------- |  | ---------- |  | ---------- |  | ---------- |  | ---------- |
| MLDWRLASAH |  | FILAVTLTLW |  | SSGKVLSVDV |  | TTTEAFDSGV |  | IDVQSTPTVR |
| EEKSATDLTA |  | KLLLLDELVS |  | LENDVIETKK |  | KRSFSGFGSP |  | LDRLSAGSVD |
| HKGKQRKVVD |  | HPKRRFGIPM |  | DRIGRNRLSN |  | SRG        |  |            |

A: Аланін

D: Аспарагінова кислота

E: Глутамінова кислота

F: Фенілаланін

G: Гліцин

H: Гістидин

I: Ізолейцин

K: Лізин

L: Лейцин

M: Метіонін

N: Аспарагін

P: Пролін

Q: Глутамін

R: Аргінін

S: Серин

T: Треонін

V: Валін

Кодований геном білок за функціями належить до гормонів, білків розвитку. 
Задіяний у такому біологічному процесі, як диференціація клітин. 
Секретований назовні.